# Nicușor Bancu
Nicușor Bancu (Crâmpoia, 18 de septiembre de 1992) es un futbolista rumano que juega en la demarcación de centrocampista para el CS Universitatea Craiova de la Liga I.

## Selección nacional
Tras jugar con la selección de fútbol sub-17 de Rumania y la sub-21, finalmente hizo su debut con la selección absoluta el 8 de octubre de 2017 en un partido de clasificación para la Copa Mundial de Fútbol de 2018 contra Dinamarca que finalizó con un resultado de empate a uno tras los goles de Christian Eriksen para Dinamarca, y de Ciprian Deac para Rumania.

### Participaciones en Eurocopas
| Copa          | Sede     | Resultado        | Partidos | Goles |
| ------------- | -------- | ---------------- | -------- | ----- |
| Eurocopa 2024 | Alemania | Octavos de final | 3        | 0     |

## Clubes
| Club                     | País    | Año       | Partidos | Goles |
| ------------------------ | ------- | --------- | -------- | ----- |
| FC Olt Slatina           | Rumania | 2011-2012 | 15       | 1     |
| ACS FC Olt Slatina       | Rumania | 2012-2014 | 53       | 7     |
| CS Universitatea Craiova | Rumania | 2014-     | 388      | 29    |

## Palmarés

### Campeonatos nacionales
| Título               | Club                     | País    | Año  |
| -------------------- | ------------------------ | ------- | ---- |
| Copa de Rumania      | CS Universitatea Craiova | Rumania | 2018 |
| Copa de Rumania      | CS Universitatea Craiova | Rumania | 2021 |
| Supercopa de Rumania | CS Universitatea Craiova | Rumania | 2021 |